# Ruta 24 (Uruguai)
A Ruta 24 é uma rodovia do Uruguai que faz a ligação entre Ruta 2 e a Ruta 3, unindo assim os departamentos de Río Negro e Paysandú. Juntamente com a Ruta 21, constitui o principal corredor de acesso ao porto de Nueva Palmira, no litoral do rio Uruguai. É um dos eixos principais pelos quais circulam grande parte da produção nacional uruguaia, recebendo também um importante fluxo das pontes internacionais de Paysandú e Fray Bentos.
Foi nomeada pela lei 19089, em 14 de junho de 2013, em homenagem à mulher indígena integrante do grupo conhecido como "últimos charruas", enviada em 1833 a Paris para ser exibida em um zoológico humano.

## Trajeto
- km 00.000: Extremo Sul Junção  Ruta 2
  - Oeste: a Fray Bentos e Ponte Internacional "Libertador General San Martín", conexão com a RN 136, na  Argentina
  - Leste: a Mercedes,  Ruta 14,  Ruta 12 e  Ruta 1
- km 21.000:
  - Junção Ruta 20 e  Ruta 3
  - Acesso a Nuevo Berlín
- km 54.000: Junção Ruta 25 a Bellaco, Young,  Ruta 3 e Ruta 90
- km 64.500:
  - Tres Quintas
  - Leste: Acceso a San Javier
  - Oeste: Acceso a Gardental
- km 83.000: Arroio Negro (Limite departamental Río Negro - Paysandú)

### Uruguai
- km 93.000: Extremo Norte Junção com  Ruta 3
  - SE: a Young, Trinidad e  Ruta 1
  - NO: Paysandú, Salto e Bella Unión